# Live in London (album de Judas Priest)
Pour les articles homonymes, voir Live in London.
Albums de Judas Priest
Demolition
(2001) Metalogy
(2004)
Live in London est un double album live du groupe de heavy metal britannique Judas Priest.
Il s'agit d'une des dernières performances live du groupe avec Tim "Ripper" Owens, avant la réintégration de Rob Halford.
L'album a été enregistré au cours d'une des tournées du groupe pendant l'année 2001.
L'album est sorti le 8 avril 2003 sous le label SPV Records.

## Composition
- Tim "Ripper" Owens: Chant
- K. K. Downing: Guitare
- Glenn Tipton: Guitare
- Ian Hill: Basse
- Scott Travis: Batterie

## Liste des morceaux

### CD 1
1. Metal Gods - 4:37
2. Heading Out to the Highway - 4:13
3. Grinder - 4:04
4. A Touch of Evil - 5:58
5. Blood Stained - 5:11
6. Victim of Changes - 10:08
7. The Sentinel - 5:31
8. One on One - 6:05
9. Running Wild - 3:19
10. The Ripper - 3:31
11. Diamonds & Rust - 4:13
12. Feed on Me - 5:25
13. The Green Manalishi - 4:51

### CD 2
1. Beyond the Realms of Death - 7:15
2. Burn in Hell - 5:22
3. Hell is Home - 5:47
4. Breaking the Law - 2:47
5. Desert Plains - 4:25
6. You've Got Another Thing Comin' - 5:20
7. Turbo Lover - 5:39
8. Painkiller - 7:17
9. The Hellion - 0:36
10. Electric Eye - 3:35
11. United - 2:55
12. Living After Midnight - 5:13
13. Hell Bent for Leather - 5:47